# قلعه هفتهر
قلعه هفتهر مربوط به دوره متاخر دوره صفوی است و در شهرستان صدوق، بخش خضرآباد، دهستان ندوشن، روستای هفتهر واقع شده و این اثر در تاریخ ۲۲ آبان ۱۳۸۶ با شمارهٔ ثبت ۱۹۹۱۲ به‌عنوان یکی از آثار ملی ایران به ثبت رسیده است.